# Jubata ez-Zeit
Jubata ez-Zeit (tiếng Ả Rập: جباتا الزيت, Jubātā az-Zayt)  là một ngôi làng Syria nằm ở phía bắc xa xôi của Cao nguyên Golan. Theo một cư dân Ả Rập của một thị trấn gần đó, nó có dân số khoảng 1.500 đến 2.000 người trước khi chuyển giao dân số của thị trấn vào năm 1968.

## Từ nguyên
Jubata ez-Zeit là một tên tiếng Ả Rập dịch sang tiếng Anh là "hố dầu ô liu", và đề cập đến những cây ô liu mọc trong ngôi làng còn tồn tại đến ngày nay.

## Lịch sử
Rất lâu sau cuộc Chiến tranh Sáu ngày vào tháng 6 năm 1967, khu vực này được tuyên bố là một khu quân sự đóng cửa vào năm 1968. Khoảng một nửa số cư dân của Jubat ez-Zeit đã bỏ trốn trong trận chiến. Nửa còn lại đã bị Quân đội Israel trục xuất sau chiến tranh. và ngôi làng bị san bằng. Đầu những năm 1970, khu định cư Neve Ativ của Israel được xây dựng trên địa điểm của ngôi làng cũ.

## Địa lý
Jubata ez-Zeit nằm trong một wadi có tên được Edward Robinson và Eli Smith phiên âm thành Wady Khǔshābeh trong chuyến du hành của họ ở khu vực vào giữa thế kỷ 19. Các wadi kéo dài ra phía tây nam từ căn cứ của đỉnh phía tây nam của Jabal esh-Sheikh.

## Cư dân đáng chú ý
- Marwan Habash [1]